# OH/IR-ster

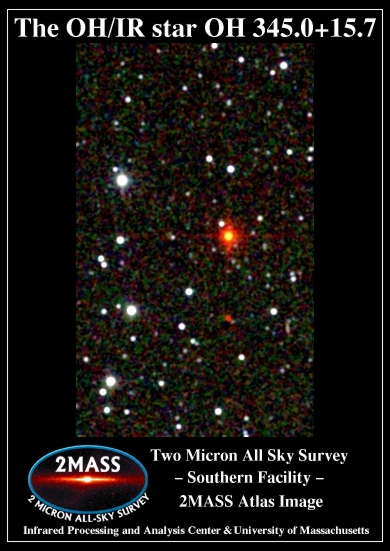
De OH/IR ster OH 345.0+15.7 (AFGL 1822) in het nabij-infrarood (opname 2MASS)

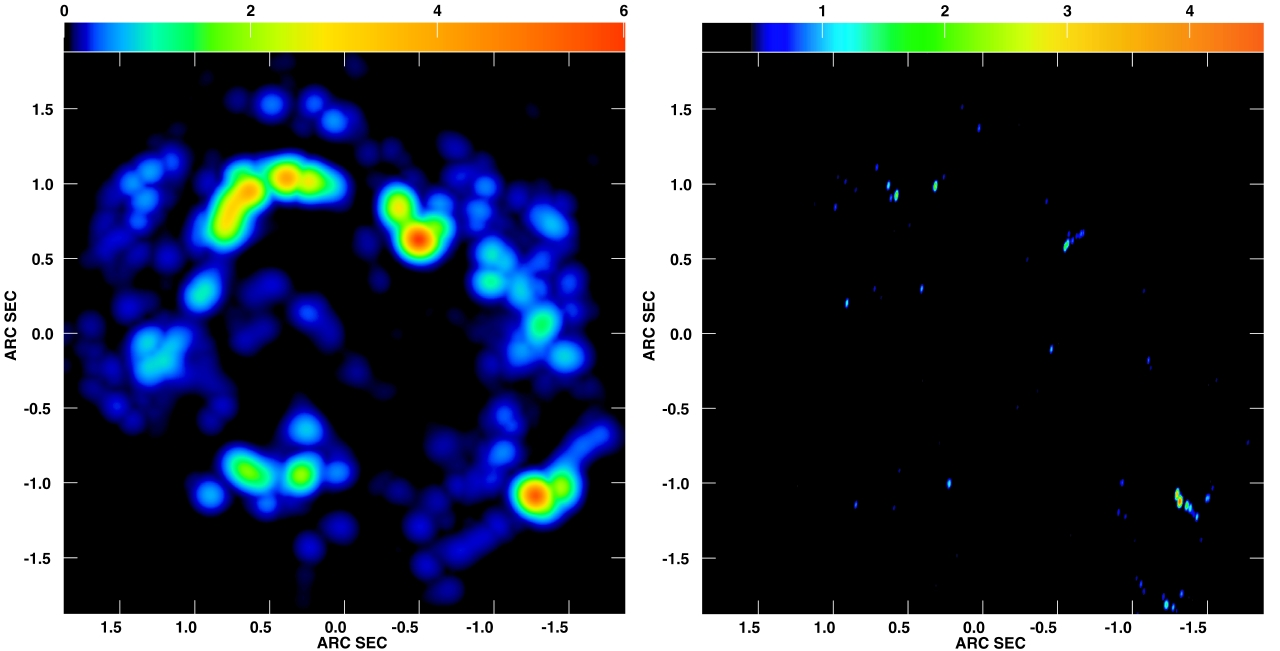
De OH masers rond IRC+10420, een niet-veranderlijke OH/IR ster. MERLIN metingen (links); e-VLBI (rechts)

Een OH/IR ster is een geëvolueerde laat type ster die OH-maseremissie vertoont en die helder is in het nabij en midden infrarood. In het Hertzsprung-Russelldiagram liggen OH/IR sterren op de asymptotische reuzentak.

## Ontdekking
OH/IR sterren zijn ontdekt in 1968 toen de radioastronomen William Wilson en Alan Barrett sterke lijnstraling vonden van de lambda-doublet overgang (2π3/2, J = 3/2, F = 1-2) van OH bij 1612,231 MHz in de richting van de infrarode hyperreus NML Cyg. De eerste OH/IR sterren zijn gevonden door metingen in de richting van sterke infrarood bronnen. Daarna zijn OH/IR sterren ook ontdekt door surveys met radiotelescopen zoals de Dwingeloo Radiotelescoop. Er zijn meer dan duizend OH/IR sterren bekend in het melkwegstelsel.
De OH lijn in deze objecten wordt verklaard door maser emissie omdat de helderheid van de lijn, gemeten in kelvin (gecorrigeerd voor de grootte van het gebied waar de emissie gedetecteerd wordt), veel groter is dan de kinetische temperatuur van het gebied. Ook zijn de verhoudingen van de verschillende emissielijnen van OH zeer verschillend van de verhoudingen die verwacht worden bij thermodynamisch evenwicht.

## Eigenschappen
In Mira-veranderlijken wordt de buitenste laag van de steratmosfeer weggeblazen door een sterke sterrenwind. Deze laag kan weggestoten worden tijdens de maxima van de pulsaties. Het gas in de circumstellaire schil condenseert snel bij afkoeling als de afstand tot de ster groter wordt. Daarbij worden moleculen zoals water en siliciummonoxide gevormd. De SiO moleculen combineren en vormen circumstellair stof (waardoor de sterren met de meest massieve schillen door extinctie optisch (bijna) onzichtbaar zijn). Het SiO is zichtbaar als absorptielijnen bij 10 en 20 µm. Meer naar buiten in de schil kunnen de watermoleculen gesplitst worden door ultraviolet licht van andere sterren (fotodissociatie), waarbij hydroxyl (OH) moleculen gevormd worden. De infrarode warmtestraling van het circumstellaire stof exciteert de OH, en de geëxiteerde  OH moleculen vormen circumstellaire masers bij 1667,359 en 1612,231 MHz. Maseremissie komt voor in delen van de schil waar de uitstroomsnelheid over een bepaalde afstand constant is. Daardoor zijn de meeste maserspots zeer klein (zie de afbeelding met VLBI metingen van een OH maser). Afhankelijk van het massaverlies zijn ook SiO en H2O masers gedetecteerd.
Mira-veranderlijken met korte periode (ongeveer een jaar) en een gering massaverlies (10−6 zonnemassa's per jaar) produceren zwakke masers bij 1667 MHz. Echter in sterren met een groot massaverlies (10−4 - 10−5 zonnemassa's per jaar) en lange periode (tot zes jaar) zijn de 1612 MHz maser veel sterker dan de 1667 MHz masers. Ze vertonen een characteristiek U-vormig lijnprofiel van het gas dat wegstroomt van de ster (zie externe link). Deze sterren zijn bekend als OH/IR sterren wegens hun sterke OH masers en sterke infrarood (IR) emissie van de schil met warm stof. De intensiteit van de 1612 MHz maser emissie volgt de veranderende helderheid in het infrarood als de ster pulseert.
Het verschil van de radiële snelheid van de twee pieken in het lijnprofiel van de maser is gelijk aan tweemaal de snelheid waarmee de circumstellaire schil expandeert. Een typische expansiesnelheid is ongeveer 20 km/s. De linker piek in het profiel (met de meest blauwverschoven snelheid; afkomstig van de voorkant van de schil) vertoont zijn minima en maxima voor de rechter piek (afkomstig van de achterkant van de schil). Dit is het gevolg van de extra tijd die nodig is voor de radiostraling om de diameter van de circumstellaire schil te doorlopen. De straal van de schil is in OH meestal 1016 - 1017 cm (1000 - 10.000 AE).
OH/IR sterren bevinden zich in een fase (ook superwind fase genoemd) die rond 105 jaar duurt aan het eind van de fase van de asymptotische reuzentak van sterren met een massa tussen 3 en 8 zonnemassa's. Dit in tegenstelling tot de Mira-veranderlijken die een massa tussen 1 en 2 zonnemassa's hebben.

## Niet-veranderlijke OH/IR sterren
Er zijn ook niet-veranderlijke OH/IR sterren gevonden. Bij deze sterren is de circumstellaire schil niet meer verbonden met de atmosfeer van de centrale ster die zich in het stadium na de asymptotische reuzentak bevindt (post-AGB star). Deze sterren vertonen geen H2O maser meer, terwijl de OH maser nog bestaat. Deze korte fase van rond 1000 jaar wordt als overgang tot de protoplanetaire nevel en planetaire nevel fase beschouwd.